# Neurofeedback
Con neurofeedback (o EEG Biofeedback) si intende una tecnica non invasiva, derivata dal Biofeedback, che si propone di intervenire a livello neurocognitivo. Di tale tecnica è stato proposto l'uso in alcune situazioni cliniche, quali la terapia di condizioni quali l'ADHD o contro l'emicrania.
Il neurofeedback è un procedimento teoricamente finalizzato ad applicare i principi del Biofeedback (BFB) all'automodulazione di alcune funzioni del SNC (Sistema Nervoso Centrale).
Tale autocontrollo verrebbe facilitato tramite le informazioni derivanti dall'elettroencefalogramma (EEG) elaborato da un computer. Il computer visualizza con un ritardo di pochi millisecondi l'elettroencefalogramma del soggetto, fornendogli così un "feedback" in tempo reale dei suoi processi elettroneurofisiologici, ed aiutandolo così nel provare a modularli.
Quando la modificazione avviene nella "direzione" voluta, il soggetto viene "rinforzato positivamente" (ad esempio, con un suono). In questo modo, grazie ad un esercizio continuativo, secondo i sostenitori del metodo dovrebbe essere possibile praticare regolarmente questa forma di automodulazione.

## Storia
Negli anni che vanno dal 1950 al 1960 gli studiosi R.G. Heath e W.A. Mickle effettuarono le prime elettroencefalografie su individui con diagnosi di schizofrenia. Nel 1958, Richard Bach, uno studente universitario, fu il primo soggetto in grado di controllare le sue onde cerebrali; egli si sottopose infatti agli esperimenti dello psicologo Joe Kamiya, docente all'università di Chicago.
Kamiya mise in atto una serie di test per scoprire se i soggetti sarebbero stati in grado, attraverso un periodo di addestramento mirato, di distinguere e controllare i vari stati mentali e la propria attività cerebrale ad essi correlata. I risultati furono così soddisfacenti da stimolare la ricerca verso questa direzione. I suoi "allievi" non erano tuttavia in grado di spiegare la riuscita del loro training, tanto da indurre alla conclusione che parte dei procedimenti mentali utilizzati agissero a livello inconscio. Il lavoro di Kamiya rimase sconosciuto fino a che non fu pubblicato un articolo in "Psychology Today", nel 1968.
I fattori che accrebbero l'importanza e perfezionarono la tecnica del Biofeedback moderno furono essenzialmente due. Primo, l'evoluzione tecnologica degli strumenti utilizzati; in secondo luogo l'importanza che la ricerca aveva assunto nell'ambito della medicina. Di fondamentale importanza furono poi gli studi condotti da Barry Sterman, pubblicati nella rivista "Brain Research" nel 1967. Questi studi dimostrarono la chiara connessione tra processi mentali e neurofisiologia. Nel 1971 Sterman utilizzò il biofeedback sul primo paziente umano, diminuendone la frequenza degli attacchi epilettici.
Sterman scrisse un articolo al riguardo su "EEG and Clinical Neurophysiology". Nel 1973 alcuni fisici e neurologi iniziarono a lavorare con Sterman, tra cui Joe Lubar e Robert Reynolds, che utilizzarono il neurofeedback su soggetti caratterizzati da Disturbi di Attenzione.
Il neurofeedback trova impiego per una vasta classe di disturbi e disordini tra cui in pazienti sottoposti a chemioterapia per il cancro al cervello.

## Caratteristiche
Il neurofeedback si caratterizza per:
- Essere un intervento modulato continuamente sul caso singolo;
- Essere una terapia a base psicofisiologica, non farmacologica:[7][8]. Per questo motivo è possibile associarla, qualora necessario, a varie forme di psicoterapia;
- Non dovrebbe presentare particolari effetti collaterali: non vengono introdotte sostanze farmacologiche, né somministrate correnti elettriche o campi magnetici di alcun genere. La terapia, quindi, si basa sulla percezione attiva del paziente, che impara progressivamente a modulare la propria attività cerebrale sotto la guida del terapeuta e del computer.

## Strumenti
Il principale strumento di misurazione impiegato dal neurofeedback è l'elettroencefalogramma (EEG), uno strumento che misura la somma dei potenziali d’azione dei neuroni. L’EEG registra tre gruppi di fenomeni differenti, seppur fisiologicamente collegati: le oscillazioni, o ritmo EEG; i potenziali evocati e i potenziali evento correlati; i cambi di potenziale graduali. La maggior parte di questi fenomeni sono generati dalla corteccia cerebrale. 
Un dibattito che è stato portato avanti fin dai sistemi iniziali e che continua a essere oggetto di discussione è il confronto tra la registrazione monopolare e la registrazione bipolare. A seconda che l’EEG sia bipolare o monopolare il tipo di informazioni disponibili cambia sensibilmente, influenzando la possibilità di allenare la sincronia, la connettività o altre proprietà mentali.
Da un punto di vista fisico tutte le registrazioni EEG sono bipolari, poiché i potenziali EEG sono sempre registrati come la differenza di corrente tra due siti. Tuttavia nella pratica clinica si parla di registrazione bipolare quando gli elettrodi sono appaiati a coppie (ad esempio i segnali degli elettrodi dell’emisfero sinistro sono registrati in contrasto con quelli simmetrici dell’emisfero destro), mentre parliamo di registrazione monopolare quando si usa un singolo valore della carica elettrica come riferimento per le misurazioni di tutti i valori degli altri elettrodi. Idealmente come punto di riferimento andrebbe scelta una parte elettricamente nulla, di fatto non esiste un punto tale. 
Per questo motivo sono state sviluppate altre tecniche come il metodo di Laplace, una tecnica di derivazione in cui il valore di ogni elettrodo è calcolato sottraendo il valore rilevato da quell’elettrodo dai valori degli elettrodi circostanti; il valore registrato è dunque un gradiente che indica di quanto quel sito si discosta da quelli limitrofi.
Esistono altre tecniche miste come la LOw REsolution Electromagnetic TomogrAphy (LORETA).

## Applicazioni Cliniche

### Svolgimento della sessione
Il cervello di ogni persona produce attività elettrica, e onde cerebrali di frequenze diverse sono associate a diversi stati mentali. Un'improvvisa manifestazione di onde lente (Alfa o Theta), durante lo svolgimento di un'azione, può indicare che l'individuo sta distogliendo per un momento l'attenzione dal compito in corso.
Il training può ridurre la tendenza a distrarsi riducendo l'attività a onde lente (Theta), cercando di fare in modo che diminuisca lo stato di irrequietezza e iperattività; la concentrazione aumenta, e quindi aumenta anche l'attività a onde rapide.  Quando un clinico ritiene che per il paziente in cura sia vantaggioso fare un training di neurofeedback, dopo aver formulato una diagnosi, effettuerà un'elettroencefalografia che verrà elaborata attraverso il computer (elettroencefalografia quantitativa), per poter vedere su quali tipologie di attività cerebrali è opportuno intervenire e su quali parti (siti) del cranio è necessario posizionare gli elettrodi.

### Inizio del training
Si fa accomodare il paziente su una comoda poltrona in maniera che sia ben rilassato. 
Di fronte a sé ha lo schermo di un computer. 
Vengono posizionati sul suo capo gli elettrodi e il programma del computer viene attivato. Questo restituisce l'informazione dell'elettroencefalogramma sotto forma di una delle tante visualizzazioni possibili. 
Nel caso il paziente sia un bambino tale visualizzazione può essere sotto forma di videogioco. 
Se il paziente è un adulto si possono utilizzare barre che variano nel tempo che rappresentano la potenza delle onde cerebrali che interessa modulare. In questo caso verrà chiesto al paziente di sforzarsi nell'accrescere l'altezza di una data barra o nel diminuire quella di un'altra.